# 尼崎市立潮小学校
尼崎市立潮小学校（あまがさきしりつ うしおしょうがっこう）は、兵庫県尼崎市潮江にある公立小学校。

## 沿革
- 1959年（昭和34年）
  - 4月1日 - 尼崎市立潮小学校創立開校。開校時点の児童数は675名、学級数は15学級。
  - 4月7日 - 下坂部小学校、浜小学校より分離し、下坂部小学校舎を一部借用して授業を開始。
  - 5月30日 - 第一期木造校舎完成し、児童の一部が本校で授業を開始。
  - 9月23日 - 給食調理室完成し、給食開始。
  - 12月23日 - 第二期鉄筋校舎12教室と便所完成。
- 1960年（昭和35年）2月24日 - 開校記念式挙行。
- 1961年（昭和36年）1月16日 - 第三期鉄筋3教室増築完了。
- 1962年（昭和37年）
  - 1月20日 - 中庭造園完成。
  - 7月30日 - プール竣工。
- 1964年（昭和39年）5月1日 - 第四期特別教室（理科室・音楽室・図工室）完成。
- 1966年（昭和41年）3月15日 - 講堂兼体育館竣工。
- 1967年（昭和42年）3月23日 - 校歌制定。
- 1977年（昭和52年）8月25日 - 第五期鉄筋3教室竣工。
- 1978年（昭和53年）7月27日 - 潮小まつり開催。
- 1979年（昭和54年）
  - 3月20日 - 創立20周年記念として、かえで並木25本を植樹。
  - 5月31日 - 創立20周年記念式典挙行し、「潮小賛歌」・「潮小行進曲」・「うしお音頭」を制定。
- 1983年（昭和58年）
  - 5月28日 - 木造校舎等の鉄筋化と給食室棟完成。
  - 10月22日 - 新校舎棟落成記念式典挙行。
- 1989年（平成元年）
  - 5月27日 - 創立30周年記念式典挙行。
  - 9月1日 - 北校舎改修落成式挙行。
- 1990年（平成2年）11月16日 - フェンス化工事開始。
- 1992年（平成4年）
  - 3月10日 - 体育館内外装及び渡り廊下完工。
  - 12月25日 - 特別教室（生活科・視聴覚）増築工事完工。
- 1996年（平成8年）3月20日 - 震災復興校舎改修完工。
- 2001年（平成13年）4月1日 - 障害児肢体不自由児学級新設。
- 2004年（平成16年）10月27日 - 北校舎・南校舎外装塗装工事。
- 2005年（平成17年）
  - 4月18日 - プール改修とスロープ設置工事。
  - 12月14日 - 潮子どもクラブ室新築工事。
- 2007年（平成19年）
  - 1月24日 - 潮江地区町ぐるみ安全学習会開催（安全マップ）。
  - 5月30日 - 創立50周年記念式典挙行。
- 2010年（平成22年）2月25日 - 北校舎耐震補強工事。
- 2013年（平成25年）10月31日 - 体育館耐震補強工事完工。
- 2019年（平成31年）3月20日 - 西校舎完成。
- 2022年（令和4年）6月1日 - 学校運営協議会設置。

## 児童数
| 学年 | 1年 | 2年 | 3年 | 4年 | 5年 | 6年 | 特別支援 | 合計 |
| ---- | --- | --- | --- | --- | --- | --- | -------- | ---- |
| 学級 | 3   | 3   | 4   | 3   | 4   | 3   | 5        | 25   |
| 児童 | 93  | 103 | 110 | 94  | 117 | 114 | 24       | 655  |

- 2024年（令和6年）11月8日現在[1]。

## 通学区域と進学先中学校
出典

### 通学区域
- 潮江1丁目（全域）
- 潮江2丁目（1～21番・22番(1～13号・23～29号)・23番・24番(1～6号・3～27号)・28番・29番）
- 潮江3丁目（1～8番）
- 潮江4丁目（2番(1～17号・42～54号)・3番）
- 潮江5丁目（2～5番）
- 久々知3丁目（27番(2～33号)）

### 進学先中学校
公立学校に進学する場合
- 尼崎市立大成中学校

## 著名な出身者
- 浜田雅功（お笑いコンビ・ダウンタウン）
- 松本人志（お笑いコンビ・ダウンタウン）
- 高須光聖（放送作家）
- 福沢卓宏（元プロ野球選手、プロ野球監督）[3]

## 通学区域が隣接している学校
- 尼崎市立名和小学校
- 尼崎市立下坂部小学校
- 尼崎市立浜小学校
- 尼崎市立清和小学校
- 尼崎市立金楽寺小学校

## 周辺
- 照蓮寺 - 敷地が隣接（南西側）。
- 尼崎市立潮江公園 - 尼崎市道をはさんで、北側に隣接。
- テニスプラザ尼崎
- このほか、中小規模のマンション・アパートや工場及び医療機関が点在。

## アクセス
- JR[4]尼崎駅（北口）から、徒歩約770m・約12分。
  - 直線距離では、校地から約460mほどだが、正門（校地北側に所在）と道路形状の関係で、約1.7倍の距離となる。